# ハバナ国立美術館
ハバナ国立美術館（ハバナこくりつびじゅつかん、英：National Museum of Fine Arts of Havana、西：Museo Nacional de Bellas Artes de La Habana）は、キューバのハバナにあるファインアートを扱う美術館である。植民地時代から現代までのキューバの美術コレクションや、世界各国の美術コレクションの展示を行っている。

## 歴史
ハバナ国立美術館は、高名な建築家であり、後に初代館長となったエミリオ・エレディア（Emilio Heredia）の尽力により、1913年2月23日に設立された。設立後、幾度か移転を繰り返した後に、最終的にコロン市場の跡地であった現在の場所に施設された。1954年には建築家のロドリゲス・ピチャルド（Rodriguez Pichardo）の設計で、Palacio de Bellas Artes がオープンした。この1954年の建物は近年、建築家のホセ・リナレス（Jose Linares）により改築されている。

## 施設の概要
ハバナ国立美術館には現在、2つの印象的な建物が存在している。1つはキューバの美術品を扱うPalacio de Bellas Artes (ファインアート宮殿)であり、もう1つは、世界の美術品を扱うPalacio del Centro Asturiano (アストゥリアス中央宮殿)である。 
Palacio de Bellas Artes
キューバ美術のコレクションに取り組んでいる。 17世紀から19世紀にかけてのコレクションの部屋では、風景画や宗教画、キューバ人の生活に関する風俗的な物語の場面を描いた絵画などを扱っている。また、1970年代のギャラリーでは、圧倒的多数の超写実主義の作品と、近年10年間に流行している強いシンボリックな比喩表現を反映した若い世代のキューバ人芸術家の作品を扱っている。このうち、最も注目すべき芸術家はレネ・ポルトカレーロ（René Portocarrero）とウィフレド・ラム（Wifredo Lam）である。なお、著名なキューバの芸術家であるリタ・ロンハ（Rita Lonja）の近代彫刻は、正面玄関の外に立てられている。
Palacio del Centro Asturiano
1927年に建築家であるマヌエル・ブストス（Manuel Bustos）により設立され、ヨーロッパ絵画や彫刻のほか、古代美術のコレクションを扱っている。この建物は元々、スペインのアストゥリアス州出身者のためのクラブであったが、1959年のキューバ革命以降は最高裁判所として利用されていた建物である。

## 住所
- Palace of Fine Arts - Trocadero Street e/Zulueta y Monserrate, Old Havana,  Havana,  Cuba 10200
- Palace of the Asturian Center - San Rafael, e/Zulueta y Monserrate, Old Havana,  Havana,  Cuba 10200